# Anuga macrocera
Anuga macrocera là một loài bướm đêm trong họ Noctuidae.